# Plourin
Plourin település Franciaországban, Finistère megyében. Lakosainak száma 1263 fő (2022. január 1.). Plourin Brélès, Landunvez, Lanildut, Lanrivoaré, Ploudalmézeau, Plouguin, Porspoder és Tréouergat községekkel határos.

## Népesség
A település népességének változása:
| Lakosok száma | 978  | 889  | 895  | 1113 | 1228 | 1249 | 1241 | 1245 | 1253 | 1263 |
|               | 1968 | 1982 | 1990 | 2006 | 2013 | 2015 | 2017 | 2019 | 2020 | 2022 |